# 南極小帶腭魚
南極小帶腭魚，為輻鰭魚綱鱸形目南極魚亞目鱷冰魚科的其中一種，分布於南冰洋海域，棲息深度90-600公尺，體長可達39.3公分，為底棲性魚類，屬肉食性，以磷蝦及魚類為食，可做為食用魚。